# Господа офицеры: Спасти императора
«Господа́ офице́ры: Спасти́ импера́тора» — российский приключенческий художественный фильм Олега Фомина, посвящённый Гражданской войне и приключениям семерых белогвардейцев.

## Сюжет
Лето 1918 года, в России идёт Гражданская война. Большевики держат свергнутого Царя Николая II и его семью под арестом в Екатеринбурге. Группа белых офицеров под командованием штабс-капитана Андрея Давыдова получает опасное задание: освободить Государя. Людей Давыдова пытается остановить чекист Бейтикс. Семеро отважных посланников (впоследствии к ним прибавилась Варя, невеста капитана) оказываются лицом к лицу против красных…

## В ролях
- Олег Фомин — штабс-капитан Андрей Васильевич Давыдов
- Александр Бухаров — капитан Юрий Андреевич Васнецов
- Марат Башаров — подпоручик Любавин
- Анатолий Белый — чекист Бейтикс
- Сергей Баталов — есаул Фролан Акимыч Неясный
- Евгений Стычкин — атаман Владислав Красовский
- Анна Азарова — Варя
- Павел Абдалов — полковник Сергей Александрович Стрелецкий
- Михаил Горевой — прапорщик Лозинский
- Станислав Дужников — Семён Неясный
- Гейдар Садыхов — есаул Искандер Джагаев
- Владимир Виноградов — ротмистр Василий Юрьевич Бельский
- Юрий Сысоев — матрос Панкратьев
- Юрий Маслак — полковник Зиневич
- Александр Рапопорт — генерал Гришин-Алмазов
- Олег Шеремет-Доска — Леопольд Карлович Корецкий
- Евгений Мундум — Голубев, комендант Екатеринбурга
- Юрий Нифонтов — Аркадий Валерьевич Немцов, аптекарь
- Иван Мацкевич — Павловский
- Игорь Сигов — Шатров
- Олег Корчиков — хозяин хутора

## Съёмочная группа
- Сценарист: Сергей Кузьминых
- Режиссёр: Олег Фомин
- Оператор-постановщик: Василий Сикачинский
- Художник-постановщик: Юрий Константинов
- Композитор: Алексей Шелыгин
- Текст песни: Евгений Данилов
- Песню исполняет Николай Расторгуев
- Запись музыки: Геннадий Папин
- Государственный симфонический оркестр кинематографии
  - Дирижёр: Сергей Скрипка

## Критика
Иван Куликов, Film.ru:

«Господами офицерами» Фомин проиллюстрировал распространённую в определённых кругах и, похоже, разделяемую им самим точку зрения, что подтянутые жеребцы в военной форме, скрип портупеи, радостный запах пороха и милые русскому сердцу сапоги гармошкой — эта та единственная рафинированная форма существования мужчины, которую можно уверенно равнять с патриотизмом, честностью, его национальными, ментальными и даже детородными достоинствами. Не зря барышня Азарова должна стать финальным бонусом в вооружённом противостоянии, где отстаивают различные взгляды на будущее развитие страны. Не зря Фомин откровенно любуется белогвардейской статью, а большевики у него кто слаб на грудь, кто заикается, этот азиат, а у того больные зубы.

Марина Гаврилова, «Кинокадр»:

Как и всё заказное, сделанное мелкотравчатыми режиссёрами, фильм «Господа офицеры» шит белыми нитками: актёрские работы плохоньки, батальные сцены хоть и громоздки, но всё равно убоги, исторические реалии лучше даже не припоминать, чтобы не расстраиваться, и так далее, и так далее. Это даже не кино, а какая-то иллюстрация к сложившейся политической обстановке в стране. Раньше красные были хорошие, а белые плохие. Теперь ситуация изменилась, только в той части фильмов, сделанных в советское время, что дожила до наших дней и стала классикой, такой примитивности быть не могло, и отрицательные белые офицеры в «Чапаеве» как-то человечнее положительных белых в фильме Фомина.

Юрий Гладильщиков, «Стенгазета»:

…«Господа офицеры» <…> не серьёзная картина, а романтико-приключенческая. Это игра в жанр. Впрочем, игра как раз серьёзная. Даже по цвету и картинке «Господа офицеры» стилизованы под советское кино, хотя сняты отнюдь не на плёнке «Свема». Но гораздо принципиальнее, что в фильме нет компьютерных спецэффектов. Весь экшен — ручной, живой работы. И должен ответственно заявить: среди сцен драк, перестрелок, погонь, засад, боёв с участием десятков персонажей, дуэлей на шашках (а все вместе это не менее трети фильма) нет ни одной проходной, неувлекательной, неряшливой. Такого качественного каскадёрского экшена наш экран не знал с советских времен. А уж такого количества красных — особенно в пропорции к каждому убитому белому — точно не гибло ни в одном советском и российском фильме.

Алексей Лавров, «Петербургский телезритель»:

Сразу предупредим: «Господа офицеры» хоть и заявлены как историческая драма, таковой ни в коей мере не являются. Это чистейшей воды боевик, более всего напоминающий «Великолепную семёрку» и советские фильмы 80-х про борьбу с душманами. Сам Фомин в том числе утверждал, что его картина снята для «девочек до 17 лет». <…> Сняты «Господа офицеры» очень даже неплохо. Количество перестрелок и трупов растёт в геометрической прогрессии, а фразы типа «Уходите, я их задержу!» заставляют прослезиться. Так всё это похоже на героическое кино советского периода. В общем, «Господа офицеры: Спасти императора» — добротное кино, после просмотра которого сразу забываешь, о чём собственно шла речь.